# Императорска провинция
Императорската провинция е римска провинция, на която римският император е номинално управител, който назначава свой наместник висш сенатор за легат (Legatus Augusti pro praetore), който трябва преди това да е бил вече консул или претор. Службата на фактическия управител трае от две до четири години.
По времето на император Август римските провинции се делят на императорски и сенатски провинции (provinciae publicae), на които Сенатът назначава управителите.
През 14 г. следните римски провинции са императорски:
- Aegyptus, Египет
- Alpes Cottiae, Котски Алпи
- Alpes Graiae, Alpes Poeninae, Пенински Алпи
- Alpes Maritimae, Приморски Алпи
- Britannia, Британия
- Dalmatia, Далмация
- Galatia, Галация
- Gallia Aquitania, Галия Аквитания
- Gallia Belgica, Галия Белгика
- Gallia Lugdunensis, Лугдунска Галия
- Germania inferior, Долна Германия (първо като военен район, по-късно като провинция)
- Germania superior, Горна Германия (първо като военен район, по-късно като провинция)
- Hispania Tarraconensis, Тараконска Испания
- Iudaea, Юдея
- Lusitania, Лузитания
- Lycia et Pamphylia, Ликия и Памфилия (до 165, след това сенатска провинция)
- Noricum, Норик
- Pannonia, Панония
- Raetia, Реция
- Syria, Сирия
- Thracia, Тракия

По-късно се съставят:
- Achaea, Ахая, Macedonia, Македония и Moesia, Мизия (от 15 до 44 са заедно императорска провинция, след това само Мизия)
- Cappadocia, Кападокия (18)
- Mauretania Caesariensis (40)
- Mauretania Tingitana (40)
- Epirus, Епир (67)
- Cilicia, Киликия (102)
- Arabia Petraea, Камениста Арабия (106)
- Dacia, Дакия (106)
- Numidia, Нумидия (198/9)